# Gouvernement López Miras III
Région de Murcie
López Miras II 
Le gouvernement López Miras III (en espagnol : Tercer Gobierno López Miras) est le conseil de gouvernement de la région de Murcie depuis le 14 septembre 2023, sous la XIe législature de l'Assemblée régionale de Murcie.
Il est dirigé par le libéral-conservateur Fernando López Miras et formé après les élections régionales du 28 mai 2023. Il se compose de 10 conseillers, dont un porte initialement le titre de vice-président. Lors d'un remaniement opéré en juillet 2024, ce titre est supprimé.
Majoritaire à l'Assemblée régionale au début de son mandat, il est constitué d'une coalition entre le Parti populaire et Vox. Celle-ci est rompue en juillet 2024, provoquant la mise en minorité de l'exécutif.
Il succède au gouvernement López Miras II qui assumait la gestion des affaires courantes depuis les élections régionales.

## Historique du mandat
Ce gouvernement est dirigé par le président de la région de Murcie sortant, le libéral-conservateur Fernando López Miras. Il est constitué et soutenu par une coalition de droite entre le Parti populaire (PP) et Vox. Ensemble, ils disposent de 30 députés sur 45, soit 66,7 % des sièges de l'Assemblée régionale.
Il est formé à la suite des élections régionales du 28 mai 2023.
Il succède donc au gouvernement López Miras II, constitué et soutenu par le Parti populaire et des indépendants, exclus de Ciudadanos et de Vox.

### Formation
Au cours des élections autonomiques, le Parti populaire remporte la majorité relative et plus de députés que le cumul du Parti socialiste (PSOE) et Unidas Podemos (Podemos-IU). Il rate cependant la majorité absolue à deux sièges près, ce qui rend nécessaire une entente avec Vox pour gouverner.
Le Parti populaire et Vox se rencontrent le 4 juillet pour négocier les termes de l'investiture de Fernando López Miras, mais cette rencontre débouche sur un désaccord : le PP propose un accord programmatique en 88 points en échange du soutien sans participation de Vox, là où ce dernier réclame d'entrer au gouvernement avec une vice-présidence et deux conseillers,. Se soumettent au vote d'investiture de l'Assemblée régionale le 7 juillet, le président sortant échoue par 21 voix pour et 24 voix contre, un résultat qui se répète trois jours plus tard, lors du second vote.
Le 1er septembre les deux partis indiquent avoir conclu un accord pour gouverner ensemble. Comme exigé, Vox disposera de deux conseillers, dont un avec le rang de vice-président, mais n'obtient pas le département de l'Agriculture, recevant ceux de l'Équipement et de la Sécurité. Le pacte de coalition est signé le 5 septembre par les porte-paroles parlementaires. Fernando López Miras est donc investi pour un troisième mandat consécutif le 7 septembre par 30 votes favorables. Il prête serment quatre jours plus tard.
La composition du nouveau conseil de gouvernement est dévoilée le 13 septembre. Les dix conseillers entrent en fonction et sont assermentés dès le lendemain.

### Évolution
Le 11 juillet 2024, le président de Vox Santiago Abascal annonce la rupture de toutes les coalitions avec le Parti populaire (PP) après que les gouvernements régionaux présidés par le PP ont accepté de participer à la répartition de quelques centaines de mineurs non accompagnés. Le lendemain, le vice-président José Ángel Antelo (es) et le conseiller à l'Équipement José Manuel Pancorbo annoncent publiquement avoir remis leur démission. Le président Fernando López Miras procède le 15 juillet à un remaniement gouvernemental qui voit la disparition du titre de vice-président, la redistribution des compétences du département de l'Intérieur, la création du département des Entreprises et intègre deux nouveaux conseillers de profil technique.

## Composition

### Initiale (14 septembre 2023)
- Par rapport au gouvernement López Miras II, les nouveaux conseillers sont indiqués en gras, ceux ayant changé d'attributions le sont en italique.

| Poste                                                                                      | Titulaire | Titulaire                        | Parti |
| ------------------------------------------------------------------------------------------ | --------- | -------------------------------- | ----- |
| Président                                                                                  |           | Fernando López Miras             | PP    |
| Vice-président Conseiller à l'Intérieur, aux Urgences et à l'Aménagement du territoire     |           | José Ángel Antelo Paredes (es)   | Vox   |
| Conseiller à la Présidence et à l'Action extérieure Porte-parole                           |           | Marcos Ortuño Soto               | PP    |
| Conseiller à l'Économie, aux Finances et aux Entreprises                                   |           | Luis Alberto Marín González      | PP    |
| Conseillère à l'Eau, à l'Agriculture, à l'Élevage et à la Pêche                            |           | Sara Rubira Martínez             | Sans  |
| Conseillère à la Politique sociale, aux Familles et à l'Égalité                            |           | María Concepción Ruiz Caballero  | PP    |
| Conseiller à l'Éducation, à la Formation professionnelle et à l'Emploi                     |           | Víctor Javier Marín Navarro      | Sans  |
| Conseiller à la Santé                                                                      |           | Juan José Pedreño Planes         | Sans  |
| Conseiller à l'Équipement et aux Infrastructures                                           |           | José Manuel Pancorbo de la Torre | Vox   |
| Conseiller à l'Environnement, à la Mar Menor, à l'Enseignement supérieur et à la Recherche |           | Juan María Vázquez Rojas         | PP    |
| Conseillère à la Culture, au Tourisme, à la Jeunesse et aux Sports                         |           | Carmen María Conesa Nieto        | PP    |

### Remaniement du 16 juillet 2024
- Par rapport à la composition précédente, les nouveaux conseillers sont indiqués en gras, ceux ayant changé d'attributions sont indiqués en italique.

| Poste                                                                                      | Titulaire | Titulaire                       | Parti |
| ------------------------------------------------------------------------------------------ | --------- | ------------------------------- | ----- |
| Président                                                                                  |           | Fernando López Miras            | PP    |
| Conseillère à la Politique sociale, aux Familles et à l'Égalité                            |           | María Concepción Ruiz Caballero | PP    |
| Conseiller à l'Économie, aux Finances, aux Fonds européens et Transformation numérique     |           | Luis Alberto Marín González     | PP    |
| Conseiller à la Présidence, à l'Action extérieure et aux Urgences Porte-parole             |           | Marcos Ortuño Soto              | PP    |
| Conseillère à l'Eau, à l'Agriculture, à l'Élevage et à la Pêche                            |           | Sara Rubira Martínez            | Sans  |
| Conseillère aux Entreprises, à l'Emploi et à l'Économie sociale                            |           | María Isabel López Aragón       | Sans  |
| Conseiller à l'Environnement, à l'Enseignement supérieur, à la Recherche et à la Mar Menor |           | Juan María Vázquez Rojas        | PP    |
| Conseillère au Tourisme, à la Culture, à la Jeunesse et aux Sports                         |           | Carmen María Conesa Nieto       | PP    |
| Conseiller à l'Éducation et à la Formation professionnelle                                 |           | Víctor Javier Marín Navarro     | Sans  |
| Conseiller à l'Équipement et aux Infrastructures                                           |           | Jorge García Montoro            | Sans  |
| Conseiller à la Santé                                                                      |           | Juan José Pedreño Planes        | Sans  |